# Aartsbisdom Morelia
Het aartsbisdom Morelia (Latijn: Archidioecesis Moreliensis) is een rooms-katholiek aartsbisdom met als zetel Morelia, de hoofdstad van de Mexicaanse deelstaat Michoacán de Ocampo. De aartsbisschop van Morelia is metropoliet van de kerkprovincie Morelia, waartoe ook de volgende suffragane bisdommen behoren:
- Apatzingán
- Ciudad Lázaro Cárdenas
- Tacámbaro
- Zamora

## Geschiedenis
Het aartsbisdom werd opgericht op 11 augustus 1536, als het bisdom Michoacán, uit delen van het bisdom Mexico, en was suffragaan aan het aartsbisdom Sevilla. Op 12 februari 1546 veranderde het van kerkprovincie en werd suffragaan aan het aartsbisdom Mexico. Op 26 januari 1863 werd het verheven tot metropolitaan aartsbisdom. Op 22 november 1924 veranderde het van naam naar aartsbisdom Morelia. 

## Parochies
Het aartsbisdom had in 2021 een oppervlakte van 18.000 km2 en telde 3.244.500 inwoners waarvan 87,9% rooms-katholiek was.

## Ordinarii

### Bisschoppen
- Vasco de Quiroga (18 augustus 1536 - 14 maart 1565)
- Antonio Ruíz de Morales y Molina (15 mei 1566 - 10 december 1572)
- Juan de Medina Rincón y de la Vega (18 juni 1574 - 30 juni 1588)
- Alfonso Guerra (9 maart 1592 - 18 juni 1596)
- Domingo de Ulloa (3 april 1598 - 1601)
- Andrés de Ubilla (29 januari 1603 - mei 1603)
- Juan Fernández de Rosillo (16 juni 1603 - 29 oktober 1606)
- Baltazar de Covarrubias y Múñoz (4 februari 1608 - 22 juli 1622)
- Alonso Orozco Enriquez de Armendáriz Castellanos y Toledo (15 april 1624 - 5 december 1628)
- Francisco de Rivera y Pareja (17 september 1629 - 8 oktober 1637)
- Marcos Ramírez de Prado y Ovando (30 mei 1639 - 15 december 1666)
- Payo Afán Enríquez de Ribera Manrique de Lara (16 januari 1668 - 17 september 1668)
- Francisco Antonio Sarmiento de Luna y Enríquez (12 november 1668 - 25 september 1673)
- Francisco Verdín y Molina (27 november 1673 - 29 april 1675)
- Francisco de Aguiar y Seijas y Ulloa (30 augustus 1677 - 20 april 1682)
- Juan de Ortega Cano Montañez y Patiño (8 juni 1682 - 21 juni 1700)
- García Felipe de Legazpi y Velasco Altamirano y Albornoz (8 augustus 1701 - 14 januari 1704)
- Manuel de Escalante Colombres y Mendoza (19 mei 1704 - 15 mei 1708)
- Felipe Ignacio Trujillo y Guerrero (22 mei 1713 - 6 februari 1721)
- Francisco de la Cuesta (27 september 1723 - 31 mei 1724; aartsbisschop op persoonlijke titel)
- Juan José de Escalona y Calatayud (15 november 1728 - 23 mei 1737)
- José Félix Valverde (24 november 1738 - 23 februari 1741)
- Francisco Pablo Matos y Coronado (2 januari 1741 - 26 april 1744)
- Martín de Elizacoechea (8 maart 1745 - 19 november 1756)
- Pedro Anselmo Sánchez de Tagle (26 september 1757 - 27 mei 1772)
- Luis Fernando de Hoyos y Mier (12 juli 1773 - 13 december 1775)
- Juan Ignacio de la Rocha (12 mei 1777 - 3 februari 1781)
- Francisco Antonio Iglesia Cajiga (15 december 1783 - 18 juni 1804)
  - Benito María de Moxó y Francolí (hulpbisschop: 20 juni 1803 - 26 juni 1805)
- Marcos de Moriana y Zafrilla (26 juni 1805 - 27 juli 1809)
- Manuel Abad y Queipo ( 1811 - 1811)
- Juan Cayetano José María Gómez de Portugal y Solis (28 februari 1831 - 4 april 1850)

### Aartsbisschoppen
- Clemente de Jesús Munguía y Núñez (3 oktober 1850 - 14 december 1868)
  - José Antonio de la Peña y Navarro (hulpbisschop: 7 april 1862 - 19 maart 1863)
- José Ignacio Árciga Ruiz de Chávez (21 december 1868 - 7 januari 1900; hulpbisschop sinds 8 januari 1866)
- Atenógenes Silva y Álvarez Tostado (31 augustus 1900 - 21 februari 1911)
- Leopoldo Ruiz y Flores (27 november 1911 - 12 december 1941)
  - Luis María Martínez y Rodríguez (coadjutor: 10 november 1934 - 20 februari 1937, hulpbisschop sinds 8 juni 1923)
- Luis María Altamirano y Bulnes (12 december 1941 - 7 februari 1970; coadjutor sinds 1 mei 1937)
  - Salvador Martinez Silva (hulpbisschop: 1951 - 7 februari 1969)
  - José de Jesús Tirado Pedraza (hulpbisschop: 21 mei 1963 - 1 april 1965)
  - Román Acevedo Rojas (hulpbisschop: 29 november 1967 - 3 maart 1983)
- Manuel Martín del Campo Padilla (7 februari 1970 - 6 april 1972; coadjutor sinds 10 juni 1965)
- Estanislao Alcaraz y Figueroa (3 juli 1972 - 20 januari 1995)
- Alberto Suárez Inda (20 januari 1995 - 5 november 2016)
  - Leopoldo González González (hulpbisschop: 18 maart 1999 - 9 juni 2005)
  - Francisco Moreno Barrón (hulpbisschop: 2 februari 2002 - 28 maart 2008)
  - Octavio Villegas Aguilar (hulpbisschop: 29 december 2005 - 8 april 2015)
  - Carlos Suárez Cázares (hulpbisschop: 4 november 2008 - 23 december 2021)
  - Juan Espinoza Jiménez (hulpbisschop: 15 december 2010 - 23 december 2021)
  - Víctor Alejandro Aguilar Ledesma (hulpbisschop: 1 december 2015 - 12 juni 2021)
  - Herculano Medina Garfias (hulpbisschop: 1 december 2015 - heden)
- Carlos Garfias Merlos (5 november 2016 - heden)

Morelia (aartsbisdom) · Apatzingán · Ciudad Lázaro Cárdenas · Tacámbaro · Zamora